# Martyna Wiankowska
Martyna Wiankowska, född den 24 december 1996, är en polsk fotbollsspelare.
Martyna Wiankowska inledde sin seniorkarriär med spel i Pelikan Łowicz år 2013. Hon har även spelat för UKS SMS Łódź och Czarni Sosnowiec innan hon 2022 värvades av 1. FFC Turbine Potsdam för att 2023 kontrakteras av 1. FC Köln. Hon har även representerat det polska damlandslaget där hon debuterade år 2015.